# Patrinia pentandra
Patrinia pentandra är en kaprifolväxtart som beskrevs av C. E. C. Fischer. Patrinia pentandra ingår i släktet Patrinia och familjen kaprifolväxter. Inga underarter finns listade i Catalogue of Life.